# Nuccio Ordine
Nuccio Ordine (Diamante (Cosenza), Calàbria, 18 de juliol de 1958- Cosenza, Calàbria, 10 de juny de 2023) va ser filòsof i professor de Literatura italiana a la Universitat de Calàbria, especialista en el Renaixement en general i autor de diversos llibres, bona part d'ells centrats en la figura de Giordano Bruno. Ha estat professor visitant de centres com Yale, Paris IV-Sorbonne, Centre d'études supérieures de la Renaissance de Tours, Institut d'Études Avancées de París, el Warburg Institute de Londres o el Max Planck de Berlín. Va ser també membre del Harvard University Center for Italian Renaissance Studies de la Fundació Alexander von Humboldt, així com membre d'honor de l'Institut de Filosofia de l'Acadèmia Russa de Ciències. Va publicar, entre altres obres, un contundent manifest en defensa de les humanitats titulat La utilitat de l'inútil (Quaderns Crema, 2013). En el seu llibre Clàssics per a la vida: una petita biblioteca ideal, (traducció al català de Jordi Bayod, Quaderns Crema, 2017) Ordine proposa descobrir clàssics de tots els temps, per desenvolupar el pensament crític com una forma de resistència a la progressiva mercantilització de la societat.

## Publicacions

### Llibres
- La cabala dell'asino. Asinità e conoscenza in Giordano Bruno.  Liguori, 1987, p. 228. ISBN 978-8820714758.
- La soglia dell'ombra : Letteratura, filosofia e pittura in Giordano Bruno.  Venezia: Marsilio, 2003, p. 268 (Collana Biblioteca). ISBN 978-8831781497.
- Contro il Vangelo armato. Giordano Bruno, Ronsard e la religione.  Raffaello Cortina, 2007, p. 379 (Collana Scienze e idee). ISBN 978-8860300867.
- Teoria della novella e teoria del riso nel Cinquecento. segona ed..  Napoli: Liguori, 2009 (Collana Teorie e oggetti della letteratura).
- L'utilità dell'inutile. Manifesto. Con un saggio di Abraham Flexner,.  Milano: Fabbri-Bompiani, 2013, p. 260. ISBN 978-88-452-7448-0.
- Tre corone per un re. L'impresa di Enrico III e i suoi misteri.  Milano: Bompiani, 2015 (Collana Saggi).
- Classici per la vita - Una piccola biblioteca ideale.  Milano: La nave di Teseo, 2016, p. 248. ISBN 978-88-9344-026-4.

### Llibres traduïts al català
- La utilitat de l'inútil. Manifest. Amb un assaig d'Abraham Flexner. Traducció: Jordi Bayod Brau.  Quaderns Crema, 2013, p. 168. ISBN 978-84-7727-553-4.
- Clàssics per a la vida. Una petita biblioteca ideal. Traducció: Jordi Bayod Brau.  Quaderns Crema, 2017, p. 176. ISBN 978-84-7727-580-0.
- Els homes no són illes. Els clàssics ens ajuden a viure. Traducció: Jordi Bayod Brau.  Quaderns Crema, 2022. ISBN 978-84-7727-667-8.